# Krieg der Welten (2005)
Krieg der Welten (orig. War of the Worlds) ist ein US-amerikanischer Science-Fiction-Film, lose basierend auf dem gleichnamigen Roman von H. G. Wells. Unter der Regie von Steven Spielberg agieren die Schauspieler Tom Cruise, Dakota Fanning und Tim Robbins. In Deutschland sahen den Film mehr als 2,7 Mio. Kinozuschauer. Der Film startete am 14. Juni 2005 in den deutschen Kinos.
In Anlehnung an das Buch von 1898 wurde bereits 1938 ein Radiohörspiel von Orson Welles gesendet, in dem die Panik und Emotionen der Menschen sehr authentisch vermittelt wurden. Steven Spielberg konnte das Original-Script des Autors (Howard Koch) des Hörspiels erwerben. Schon 1953 wurde ein Film unter dem Titel Kampf der Welten von Byron Haskin inszeniert, von dem Spielberg zentrale Passagen und Motive übernimmt, so dass Krieg der Welten neben der Literatur-Adaption auch als Neuverfilmung von Kampf der Welten bezeichnet werden kann.

## Handlung
Die Menschheit wird seit langer Zeit von einer außerirdischen Lebensform beobachtet, die ihr technologisch weit überlegen ist. Das Motiv: die minutiöse Planung einer Invasion der Erde.
Währenddessen geht der Alltag der ahnungslosen Menschen auf der Erde seinen gewohnten Gang. Die Geschichte dreht sich um die getrennte Familie der Ferriers. Ray Ferrier, ein Kranführer im Containerhafen von Brooklyn, New York, Vater eines jugendlichen Sohnes (Robbie) und einer zehnjährigen Tochter (Rachel), hat mit langen Arbeitszeiten und der Trennung von seiner Frau Mary Ann, die einen neuen Partner hat, zu kämpfen.
An einem Wochenende bringt Mary Ann die beiden Kinder zu Ray, in dessen Haus in Bayonne, New Jersey, und fährt weiter zu ihren Eltern nach Boston. Da tauchen nach einer Serie seltsamer Blitzeinschläge riesige dreibeinige Kampfmaschinen aus dem Erdboden auf und beginnen, Menschen mit Strahlenkanonen zu pulverisieren und die Umgebung in Schutt und Asche zu legen. Ray flüchtet mit seinen Kindern aus der Stadt; zunächst ins Haus seiner Frau und ihres neuen Partners, wo er diese vermutet. Als er sie nicht antrifft, entschließt er sich, die Nacht im Keller abzuwarten. In der Nacht stürzt vor dem Haus ein Flugzeug ab und explodiert.
Von einem angerückten Journalistenteam erfährt Ray am nächsten Tag, dass es sich bei den Aggressoren um Außerirdische handelt, die auf der ganzen Welt mit der Zerstörung der Städte begonnen und dabei nahezu alle elektronischen Geräte lahmgelegt haben. Die vor langer Zeit in der Erde vergrabenen Kampfmaschinen werden durch die Aliens, die mit den Blitzschlägen in die Erde gefahren sind, aktiviert und bedient.
Während ihrer Weiterfahrt werden Ray, Robbie und Rachel in einer Kleinstadt von zahlreichen Personen aufgefordert, sie mitzunehmen. Da der Van über so viele Sitzplätze nicht verfügt, versucht Ray weiterzufahren, woraufhin sie angegriffen werden. Schließlich gelingt es einigen Menschen, den Wagen zu kapern. Daraufhin muss Ray mit den Kindern zu Fuß weitergehen. In einer Kleinstadt am Hudson River wollen sie mit einer Fähre übersetzen. In der Menschenmenge kommt es zu einem Wiedersehen mit einer Bekannten von Ray und deren Tochter. Ungeahnt tauchen plötzlich mehrere Kampfmaschinen auf, die die Menschen in Panik geraten lassen. Viele von ihnen wollen sich auf die Fähre flüchten; da diese aber für solche Mengen nicht ausgelegt ist und die gefährlichen Maschinen immer näher kommen, weist einer der Kapitäne die Soldaten an, keine Leute mehr auf das Schiff zu lassen. Unerwartet startet er die Motoren, worauf einige Menschen versuchen, auf die Fähre zu springen. Während der Überfahrt taucht plötzlich eine Kampfmaschine aus dem Wasser auf und bringt die Fähre zum Kentern. Ray und seine Kinder springen ins Wasser, werden aber von einem herunterstürzenden Auto in die Tiefe gezogen. Den dreien gelingt es jedoch, wieder aufzutauchen. Oben angekommen, sehen sie, dass zwei Kampfmaschinen Menschen aus dem Wasser ziehen. Ray fordert seine Kinder auf zu schwimmen, um nicht in den Sog der Schiffsschraube zu gelangen oder von den Kampfmaschinen aufgesammelt zu werden. Es gelingt ihnen, an Land zu schwimmen und den Weg fortzusetzen.
Die Armee rückt an, um die Kampfmaschinen zu bekämpfen. Die Angriffe mit schweren Waffen zeigen jedoch keinen Effekt, da die Maschinen über eine Art Schutzschild verfügen. Rays Sohn Robbie entschließt sich nach einem Streit mit seinem Vater, die Soldaten zu unterstützen. Jedoch setzen die Kampfmaschinen der Aliens das gesamte Operationsgebiet der Armee in Flammen, weshalb Ray seinen Sohn zurücklassen muss. Er und seine Tochter finden Unterschlupf im Keller eines zerstörten Hauses bei dem Rettungswagenfahrer Ogilvy, der sich dort verschanzt hat und zunehmend den Verstand verliert. Aus dem Keller beobachten die beiden Männer, wie die Invasoren mit dem Blut der eingefangenen Menschen nach und nach die Felder „düngen“, so dass eine rote Pflanze alles überwuchert. Nachdem eine Sondierungskamera der Außerirdischen an einem langen Schlauch erfolglos nach Insassen im Keller gesucht hat, wird dieser anschließend von einer Gruppe Außerirdischer inspiziert, sie entdecken die Menschen aber nicht. Ray sieht sich kurz darauf gezwungen, Ogilvy zu töten, weil dieser sein panisches Geschrei nicht mehr zurückhalten kann und die Außerirdischen so wieder auf ihre Fährte würde bringen können.
Etwas später wird Rays von den Erlebnissen zunehmend traumatisierte Tochter von den Außerirdischen entdeckt und gefangen. Ray lässt sich daraufhin ebenfalls fangen, um seine Tochter retten zu können. Er gerät zu ihr in einen Käfig, aus dem die aufgesammelten Menschen nach und nach einzeln zum „Entsaften“ gegriffen werden. Es gelingt ihm, zwei Handgranaten im Inneren des Dreibeiners zu zünden und mit seiner Tochter und den anderen Menschen aus der dadurch zerstörten Maschine zu entkommen.
Die beiden begeben sich, wie anfangs geplant, nach Boston und erleben, wie die Kampfmaschinen dort ins Taumeln geraten und zusammenbrechen. Ray entdeckt bei einer Kampfmaschine, dass Vögel sich auf sie setzen können und somit kein Schutzschild mehr vorhanden sein kann. Dies teilt er den umstehenden Soldaten mit, die daraufhin die Maschine angreifen und sie zerstören können. Es stellt sich heraus, dass die Außerirdischen und ihre Pflanzen krank geworden sind, weil sie kein ausreichendes Immunsystem gegen die Mikroorganismen der Erde haben. Kurz darauf gibt es ein Wiedersehen zwischen Ray und seiner Tochter mit deren Mutter bei den Großeltern. Dort wartet bereits Rays Sohn Robbie, der den Krieg überlebt hat.

## Entstehung und Veröffentlichung
| Figur            | Darsteller     | Deutscher Sprecher |
| ---------------- | -------------- | ------------------ |
| Ray Ferrier      | Tom Cruise     | Patrick Winczewski |
| Rachel Ferrier   | Dakota Fanning | Laura Elßel        |
| Robbie Ferrier   | Justin Chatwin | Konrad Bösherz     |
| Mary-Ann Ferrier | Miranda Otto   | Alexandra Wilcke   |
| Harlan Ogilvy    | Tim Robbins    | Tobias Meister     |
| Off-Sprecher     | Morgan Freeman | Frank Glaubrecht   |

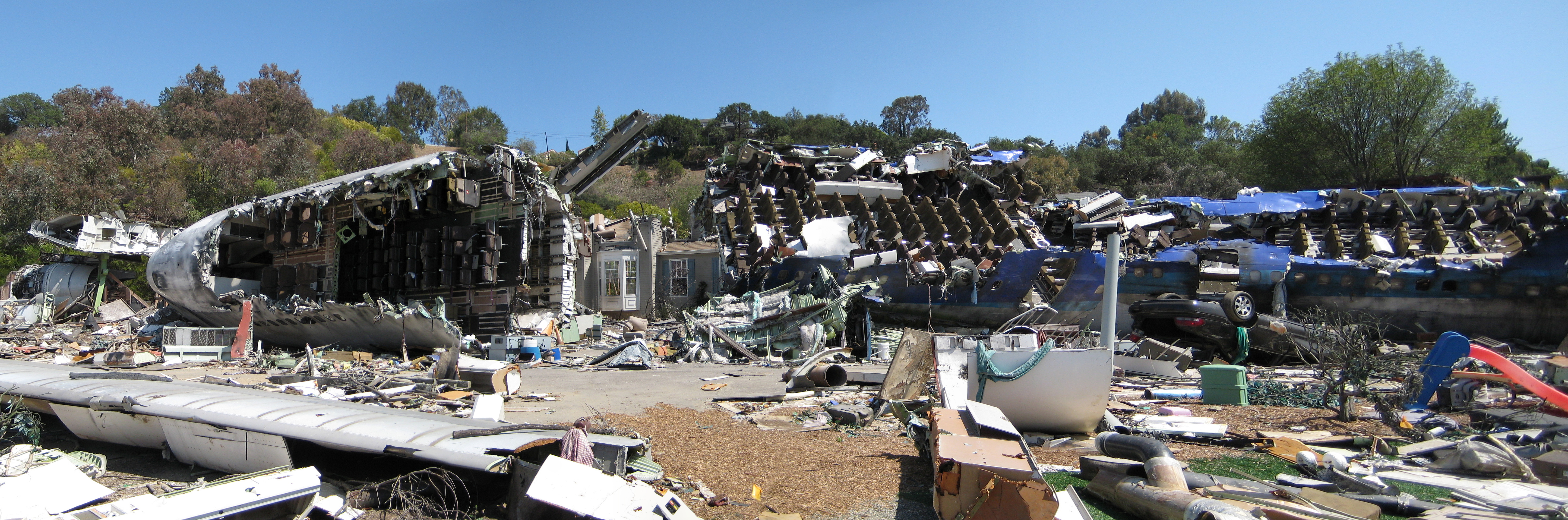
Wrack der Boeing 747, wie es heute auf dem Gelände der Universal Studios zu besichtigen ist

Der Film wurde in außergewöhnlich kurzer Zeit fertiggestellt, zwischen Drehstart und Veröffentlichung lagen nur sieben Monate. Deshalb wurden die aufwendigen Actionszenen zuerst gefilmt, um die Computereffekte für diese Szenen rechtzeitig fertigstellen zu können.
Der Film wurde an sehr vielen verschiedenen Orten gedreht. Am Anfang des Filmes wohnt Ray Ferrier an der Bayonne Bridge im Haus 11 John F. Kennedy Blvd in Bayonne. Es wird im Film sowohl die Vorder- als auch die Hinterseite des Gebäudes gezeigt. Die Kirche, an der die erste der außerirdischen Maschinen aus dem Boden hervorkommt, ist die Kirche der St. Stephan’s Grace Community in der 7 Wilson Avenue in Newark, New Jersey.
Die zerstörte Boeing 747, die Ray nach dem Angriff der Außerirdischen entdeckt, war echt: Das Studio konnte das alte, ausgemusterte Flugzeug günstig erwerben. Es handelt sich um eine 747-100SR, die ihren Erstflug am 15. August 1980 hatte und bis zu ihrer Verschrottung im Mai 2004 in Victorville von All Nippon Airways mit dem Kennzeichen JA8147 betrieben wurde. In Victorville wurde die Maschine in mehrere Teile zerlegt, die Flügel demontiert und so hergerichtet, dass die Reste einem realistischen Absturz nahekommen. Heute liegt das Wrack auf dem Gelände der Universal Studios, an dem die Studio-Tour vorbeiführt. (34° 8′ 9″ N, 118° 20′ 50″ W)
Eigenen Aussagen nach war Spielberg bei der Inszenierung und Visualisierung von Krieg der Welten stark vom 9/11-Trauma beeinflusst.
Gene Barry und Ann Robinson, die Hauptdarsteller der Verfilmung Kampf der Welten aus dem Jahr 1953, übernahmen die Rollen der Großeltern.
Alle Filmkritiker und Journalisten, die an den Pressevorführungen teilnahmen, mussten sich zuvor verpflichten, vor dem offiziellen Starttermin keinerlei Kritiken zu veröffentlichen, was einen in der Branche bislang einmaligen Vorgang darstellte. Dies ist insbesondere deshalb bemerkenswert, da ein positives Medienecho einem gelungenen Film meist hilft, mehr Besucher anzulocken und so kommerziell ein Erfolg zu werden.
Bei einem Budget von 132 Millionen Dollar spielte der Film insgesamt 591,7 Millionen Dollar ein. Er gehörte damit zu den erfolgreichsten Filmen des Jahres 2005.

## Unterschiede zum Buch
- In dem Buch spielt die Handlung gegen Ende des 19. Jahrhunderts im viktorianischen England. Im Film dagegen wurde die Handlung mehr als hundert Jahre später angesiedelt. Außerdem spielt der Film nicht in England, sondern in den USA.
- Im Buch landen die Außerirdischen mit ihren Raumschiffen kurz vor ihrem Angriff zum ersten Mal auf der Erde und bauen dann ihre Tripoden. In dem Film waren die Tripoden allerdings schon lange vor der Ankunft der Außerirdischen im Boden versteckt und warteten vollkommen fertig entwickelt auf ihren Einsatz.
- Im Film wird Ray Ferrier zum – wenn auch unfreiwilligen – Helden, der seine kleine Tochter sicher durch die Gefahr trägt. Der Autor des Buchs, H. G. Wells, wollte jedoch keinen Helden als Hauptfigur. Sie sollte lediglich einen „Beobachter“ der Invasion darstellen.
- Im Buch stammen die Invasoren vom Mars, den viele Wissenschaftler und Forscher zu jener Zeit für bewohnbar hielten. Im Film hingegen wird ihr Herkunftsplanet nicht erwähnt (obwohl eine Szene am Anfang des Films, in dem ein kleiner roter Planet auf eine rote Ampel übergeblendet wird, dennoch den Mars andeutet). Steven Spielberg fand es unrealistisch, dass von einem bereits erforschten Planeten, auf dem bisher kein Leben gefunden worden ist, außerirdische Invasoren kommen. Dies kann also auch als eine „notwendige“ Änderung gegenüber dem Buch bezeichnet werden.
- In der Szene, in der die Fähre über den Hudson setzen soll, erscheint im Buch ein Kriegsschiff, die „Thunderchild“, der es gelingt, mehrere Tripoden zu zerstören. Im Film erscheint zwar auch ein Unterwasserobjekt, entpuppt sich dann aber als weiterer Tripode.
- Die Außerirdischen wurden sowohl charakterlich als auch äußerlich verändert: Im Buch werden die außerirdischen Invasoren als bösartige, krakenähnliche Wesen beschrieben, die über lange Zungen verfügen. Im Film hingegen sind sie viel menschenähnlicher: Sie bewegen sich auf Beinen fort, besitzen einen menschenähnlichen Schädel und haben Hände. Auch ihre Charaktere sind im Buch und im Film sehr unterschiedlich: Im Buch zeigen die Außerirdischen ein großes Interesse an Menschen oder Tieren, die sie eingehend erforschen, dagegen zeigen die Außerirdischen im Film gegenüber Tieren überhaupt kein Interesse und auch die Menschen scheinen sie nicht zu beschäftigen.
- Im Buch können die Tripoden durch Kanonenfeuer stark beschädigt und zum Teil sogar völlig zerstört werden. Im Film dagegen können selbst die stärksten, modernsten Waffen den mit Energieschilden ausgestatteten Tripoden nur wenig bis keinen Schaden zufügen.
- Im Buch landen die Außerirdischen in Kapseln, die von Kanonen abgeschossen wurden. Im Film hingegen „reisen“ sie auf Blitzen zu ihren Tripoden.

## Rezeption
Der Film erhielt ein überwiegend gutes Presseecho, was sich auch in den Auswertungen US-amerikanischer Aggregatoren widerspiegelt. So verzeichnet Rotten Tomatoes überwiegend positive Besprechungen und ordnet den Film als „Zertifiziert Frisch“ ein. Laut Metacritic fallen die Bewertungen im Mittel „Grundsätzlich Wohlwollend“ aus.

„Es wird Zuschauer geben, die zumindest die zweite Hälfte von Krieg der Welten repetitiv und dramaturgisch schwach finden, aber Spielbergs Inszenierung des Weltuntergangs ist größtenteils wuchtig und kompromisslos, weit mehr als ein gängiger Katastrophenfilm aus Hollywood. Auf erschütternde Weise macht er die Dimension der Apokalypse spürbar, legt die Ängste der Menschheit blank und bündelt sie in adäquaten Bildern. Krieg der Welten ist markerschütternd und brutal wie lange kein Mainstream-Film mehr.“

„Die Bilder von Flucht, Vertreibung, Zerstörung und Chaos gehören zum schrecklichsten, was es in letzter Zeit zu sehen gab; da schimmert die Realität von Flucht und Vertreibung durch, die in unserer Welt nicht von Außerirdischen erzeugt wird. […] Aber Spielberg ist unfähig, sich tiefer auf seinen eigenen Alptraum, seine eigene Diagnose seines Landes einzulassen. Er kann nicht anders, er muss das Rettende inszenieren, und er inszeniert es, als hätte er Angst vor sich selber bekommen, das macht es auf absurde Art authentisch. In seiner schon wieder so kitschigen Errettungsphantasie spürt man immer noch das kleine Kind, Steven Spielberg in der Vorstadt, das die Eltern streiten hörte. In Krieg der Welten fasst Steven Spielberg nicht nur sein filmisches Werk noch einmal zusammen, sondern auch sein großes Dilemma.“

„Es gibt Momente und Sequenzen in diesem Film, die sind von eindringlicher Schönheit, sind ein Crashkurs ursprünglicher – manchmal zarter, manchmal grausamer – Kinoerfahrung, den man nicht zerreden sollte. Man schließt die Augen, gewissermaßen, und wenn man sie wieder öffnet, hat die Welt sich verändert.“

„Der über weite Strecken sehr düstere Film teilt die kulturpessimistische Haltung des Romans, nimmt wie dieser jedoch eine positive Wendung. Von der Toleranz gegenüber dem Fremden, die frühere Filme Spielbergs prägte, ist dabei nichts mehr zu spüren. Ein disparates Katastrophenspektakel, in dem beeindruckende Bilder und fesselnde Momente mit deutlichen Längen wechseln.“

Filmstarts ist trotz Begeisterung für die Special Effects von den vielen Ungereimtheiten und Klischees enttäuscht und sieht nur einen „durchschnittlichen“ Film:

„Was dann allerdings gar nicht geht (und einen mehr als bitteren Nachgeschmack hinterlässt), ist die zuckersüße Schlusseinstellung. Nur so viel: Wenn die Familie Ferrier einen Hund gehabt hätte, wäre dieser auch noch unbeschadet zuhause angekommen […] Der Film ist im Grunde das teuerste C-Movie aller Zeiten. Nicht mehr und nicht weniger als ein Stück belangloses Mainstream-Kino fernab jedweden Anspruchs.“

Dakota Fanning gewann für ihre Darstellung den Saturn Award für den besten Nachwuchsschauspieler. In sechs weiteren Kategorien gab es Nominierungen. Tom Cruise hingegen erhielt eine Nominierung für die Goldene Himbeere als Schlechtester Schauspieler. Der Film wurde für die Oscarverleihung 2006 in den Kategorien Beste visuelle Effekte, Bester Ton und Bester Tonschnitt nominiert.